# Działko ADEN
Royal Small Arms Factory ADEN – lotnicze działko automatyczne kalibru 30 mm używane na uzbrojeniu samolotów wojskowych, szczególnie brytyjskiej marynarki wojennej i RAF-u.

## Historia rozwoju
ADEN to skrót od angielskiego Armament Development Establishment, gdzie zaprojektowano działko i Enfield – nazwy producenta. Działko ADEN zostało zaprojektowane pod koniec lat czterdziestych XX wieku jako następca starszego działka Hispano-Suiza HS 404 kalibru 20 mm będącego na uzbrojeniu samolotów brytyjskich podczas II wojny światowej. Konstrukcja ta opierała się (tak samo jak francuskie działko DEFA i amerykańskie działko M39) na rozwiązaniach mechanizmu niemieckiego Mausera MG 213, eksperymentalnego działka rewolwerowego zaprojektowanego dla Luftwaffe, które jednak nigdy nie zostało użyte w walce. ADEN po raz pierwszy został wprowadzony na uzbrojenie samolotu Hawker Hunter w 1954, a później także do innych samolotów brytyjskich, aż do pojawienia się samolotu Panavia Tornado w latach osiemdziesiątych. Nadal jest używane jako uzbrojenie Harrierów i Sea Harrierów.
Najnowsza wersja jest oznaczona jako ADEN Mk 4 i chociaż prędkość wylotowa pocisku z tego działka wynosi tylko 741 m/s, czyli jest znacznie niższa, niż w przypadku poprzedniej konstrukcji Hispano Suiza, dla której parametr ten wynosi 850 m/s, to znacznie cięższy pocisk czyni z działka ADEN broń bardziej skuteczną. Szybkostrzelność działka wynosi ok. 1300 pocisków na minutę, co jest wartością znacznie wyższą od poprzednika.
Ulepszona wersja ADEN Mk 5 posiada wiele drobnych usprawnień podnoszących niezawodność i szybkostrzelność, do 1500-1700 pocisków na minutę. Wiele egzemplarzy starszych wersji przebudowano do standardu Mk 5 oznaczając je dla odróżnienia Mk 5 Straden.
Samoloty na których zamontowano działko ADEN:
- English Electric Lightning
- Folland Gnat (i HAL Ajeet)
- Hawker Hunter
- Gloster Javelin
- Saab J32 Lansen
- Saab J35 Draken
- Supermarine Scimitar
- Supermarine Swift

oraz australijskie wersje F-86 Sabre. Istnieje także wiele rodzajów zasobników podwieszanych z tym działkiem, np. podkadłubowe instalacje do samolotów Harrier (także jego amerykańskiej wersji AV-8A/C należących do USMC) i Sea Harrier, oraz szwedzki zasobnik FFV Aden używany między innymi do samolotu BAe Hawk. Zasobnik podwieszany FFV Aden zawiera działko ze 150 sztukami amunicji, mierzy 3,85 m długości i waży 364 kg w pełni załadowany. Innym zasobnikiem jest Matra 30 Gun Pod.
ADEN jest bardzo podobny do francuskiego działka DEFA i używa tych samych typów amunicji 30 mm.

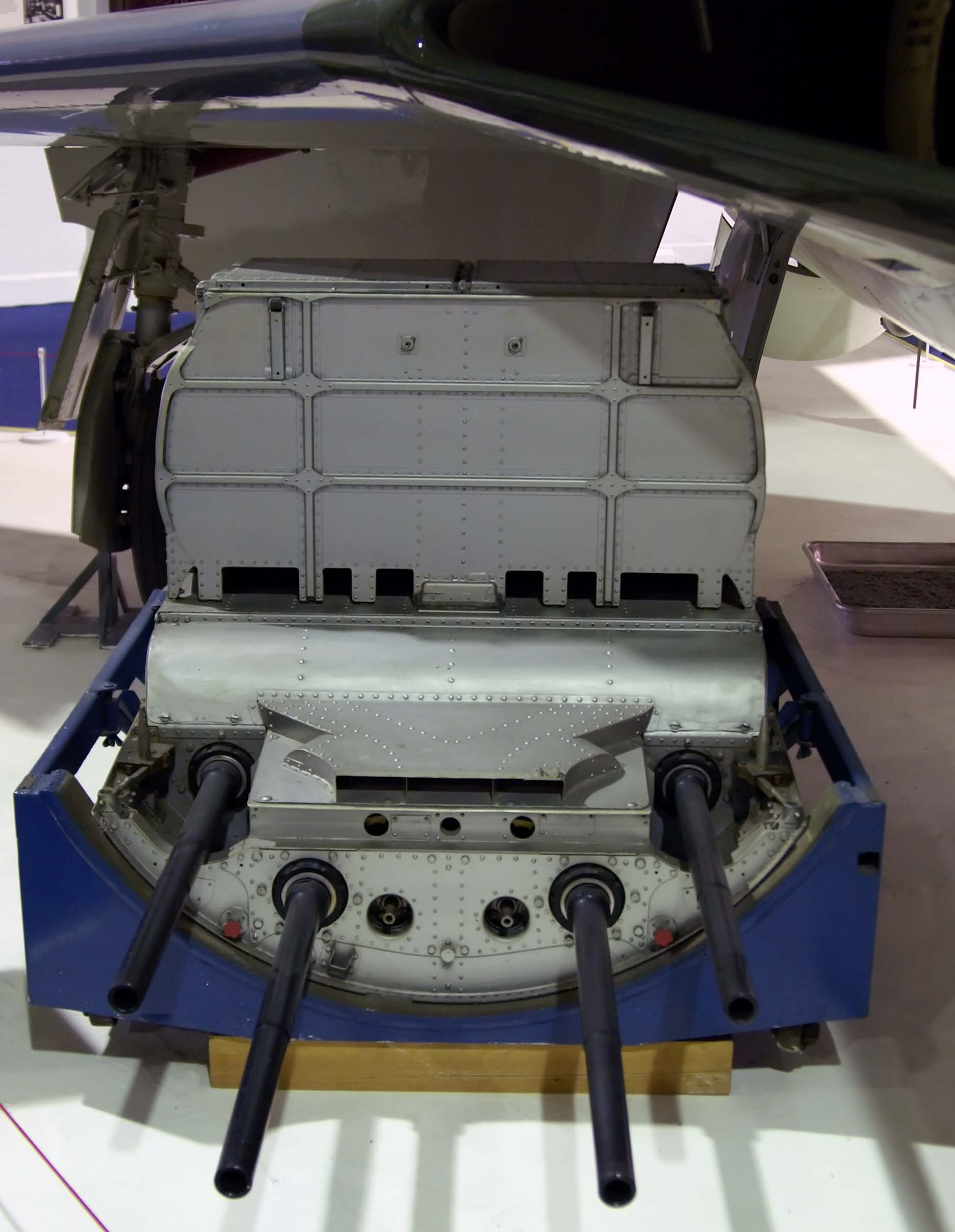
Laweta z czterema działkami ADEN z samolotu Hawker Hunter

## ADEN 25
Działko ADEN Mk 5 stało się bazą do planowanej konstrukcji ADEN 25, które miało być większe niż Mk 5 (2,29 m długości i 92 kg wagi) i strzelać nową amunicją standardu NATO o kalibrze 25 mm (tak jak amerykański GAU-12) i większej prędkości wylotowej 1050 m/s. Lżejsza amunicja umożliwiała osiągnięcie większej szybkostrzelności, od 1650 do 1850 pocisków na minutę.
Niestety, nieustanne problemy pojawiające się podczas projektowania nowego działka doprowadziły do zarzucenia programu w 1999 roku. W rezultacie należące do RAF-u samoloty Harrier GR.7 i GR.9 nie posiadają działek, nie planuje się także powrotu do poprzednich 30 mm działek ADEN. Marynarka brytyjska przywróciła do uzbrojenia swoich Sea Harrierów stare działka, ale zawierające je zasobniki podwieszane są używane bardzo rzadko.